# Rijkswaterstaat
Rijkswaterstaat (RWS) is het uitvoerende agentschap van het ministerie van Infrastructuur en Waterstaat in Nederland, tot 2010 Verkeer en Waterstaat geheten. Het werd opgericht in 1848 en is de opvolger van het Bureau voor den Waterstaat, dat sinds 1798 bestond. De organisatie beheert en ontwikkelt in opdracht van het ministerie de hoofdwegen, hoofdvaarwegen en hoofdwatersystemen. De dienst heeft als hoofdtaken om te werken aan de vlotte en veilige doorstroming van het verkeer ("droge waterstaat"), het onderhoud en de verbetering van het systeem van vaarwegen ("natte waterstaat") en de bescherming tegen overstromingen. De directeur-generaal (DG) is Martin Wijnen sinds 1 januari 2024, waarmee hij de opvolger is van Michèle Blom.
Rijkswaterstaat had eind 2017 ongeveer 9.200 medewerkers. De organisatie is opgebouwd uit een centrale organisatie (onder meer het bestuur en de bestuursstaf) en organisatieonderdelen die regionaal of landelijk werken.

## RWS Regionaal

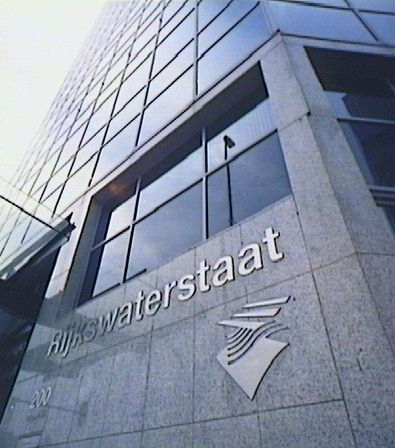
Kantoor van Rijkswaterstaat te Rotterdam

De regionale organisatieonderdelen, tot 2013 diensten en tot 2004 directies genoemd, vormen de ruggengraat van Rijkswaterstaat. Aan het hoofd van een regionale eenheid staat de hoofdingenieur-directeur (HID). De regio's op hun beurt zijn weer onderverdeeld in lokale districten (in het recente verleden dienstkringen genaamd). Vroeger had iedere provincie haar eigen regionale organisatie, maar sinds 1994 zijn in het Noorden (Groningen, Friesland en Drenthe) en een jaar later in het Oosten (Overijssel en Gelderland) directies samengevoegd. Met de reorganisatie van april 2013 zijn meer diensten samengevoegd en is de verwijzing naar provincienamen vervallen.
De volgende eenheden worden momenteel onderscheiden binnen Rijkswaterstaat:
- RWS Noord-Nederland, RWS NN (gevestigd te Leeuwarden)
- RWS Oost-Nederland, RWS ON (gevestigd te Arnhem)
- RWS Midden-Nederland, RWS MN (gevestigd te Lelystad en Utrecht)
- RWS West-Nederland Noord, RWS WNN (gevestigd te Haarlem)
- RWS West-Nederland Zuid, RWS WNZ (gevestigd te Rotterdam)
- RWS Zee en Delta, RWS ZD (gevestigd te Middelburg en Rijswijk)
- RWS Zuid-Nederland, RWS ZN (gevestigd te 's-Hertogenbosch en Maastricht)

Deze organisatieonderdelen voeren het beleid van Rijkswaterstaat uit in hun eigen regio en zijn aanspreekpunt voor regionale overheden voor alle Rijkswaterstaatsaangelegenheden.

## RWS Landelijk

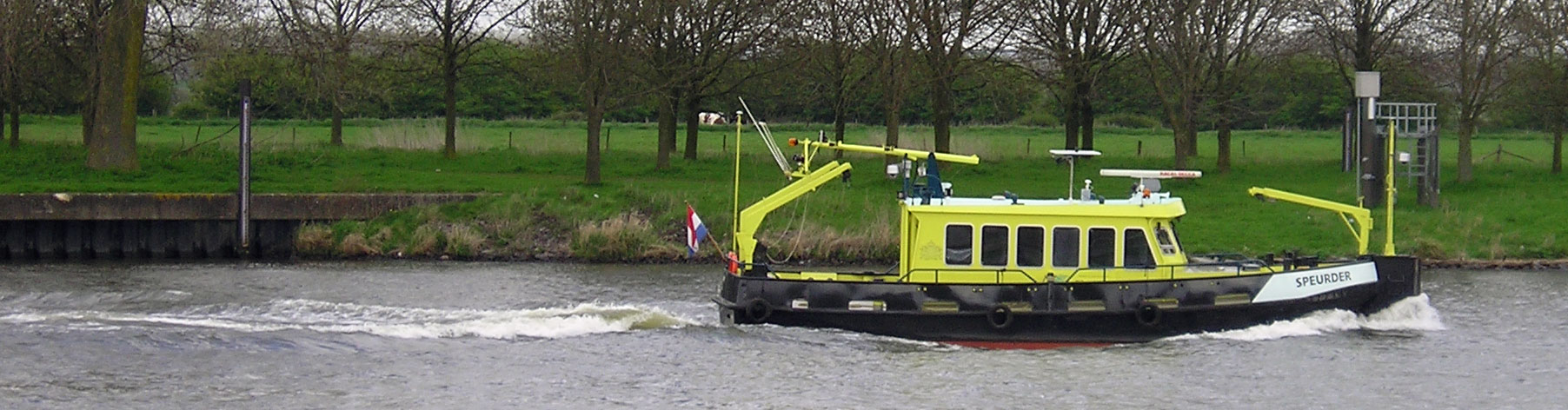
De boot Speurder van Rijkswaterstaat

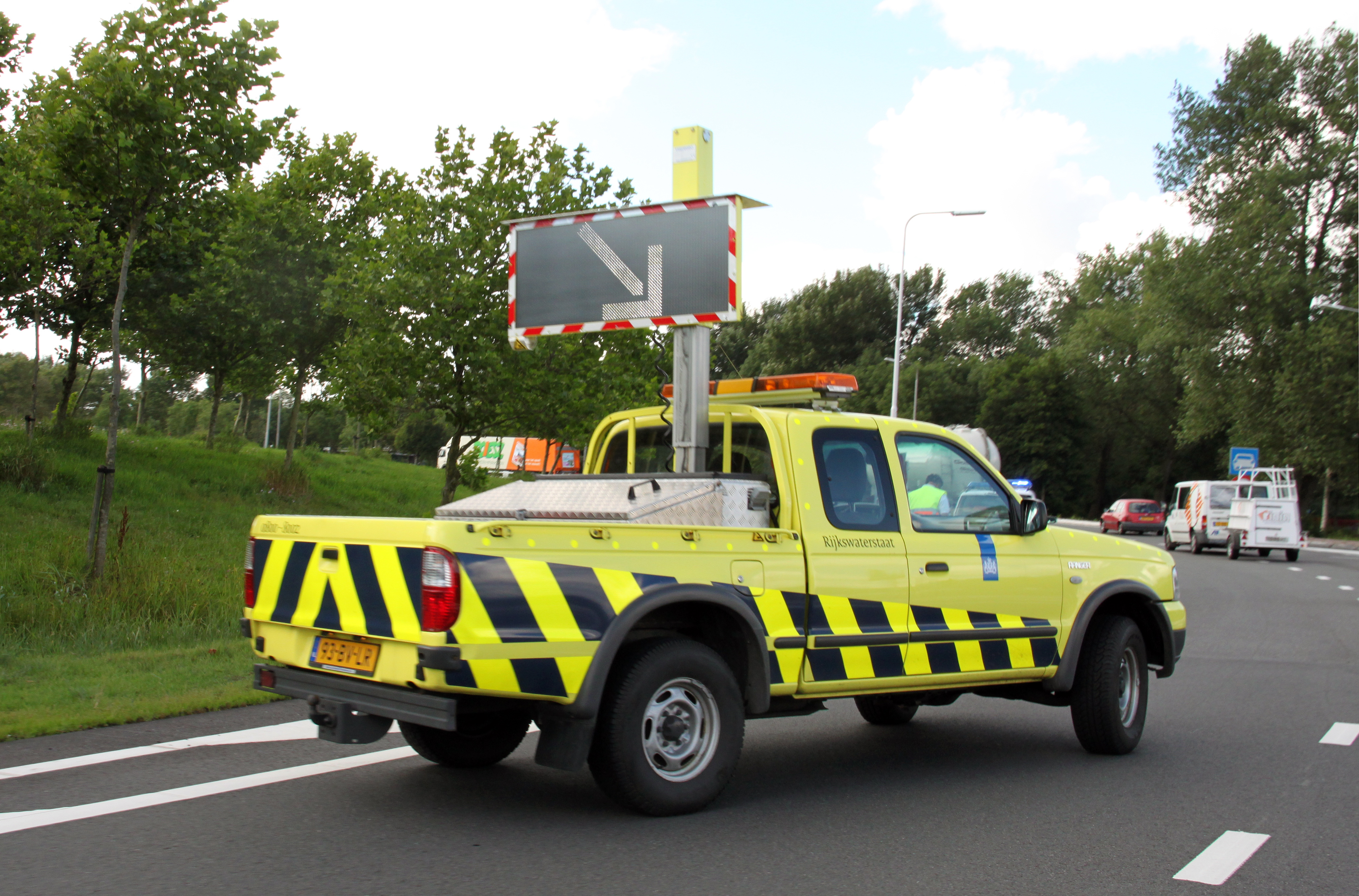
Een weginspecteur sluit een rijstrook af na een ongeval

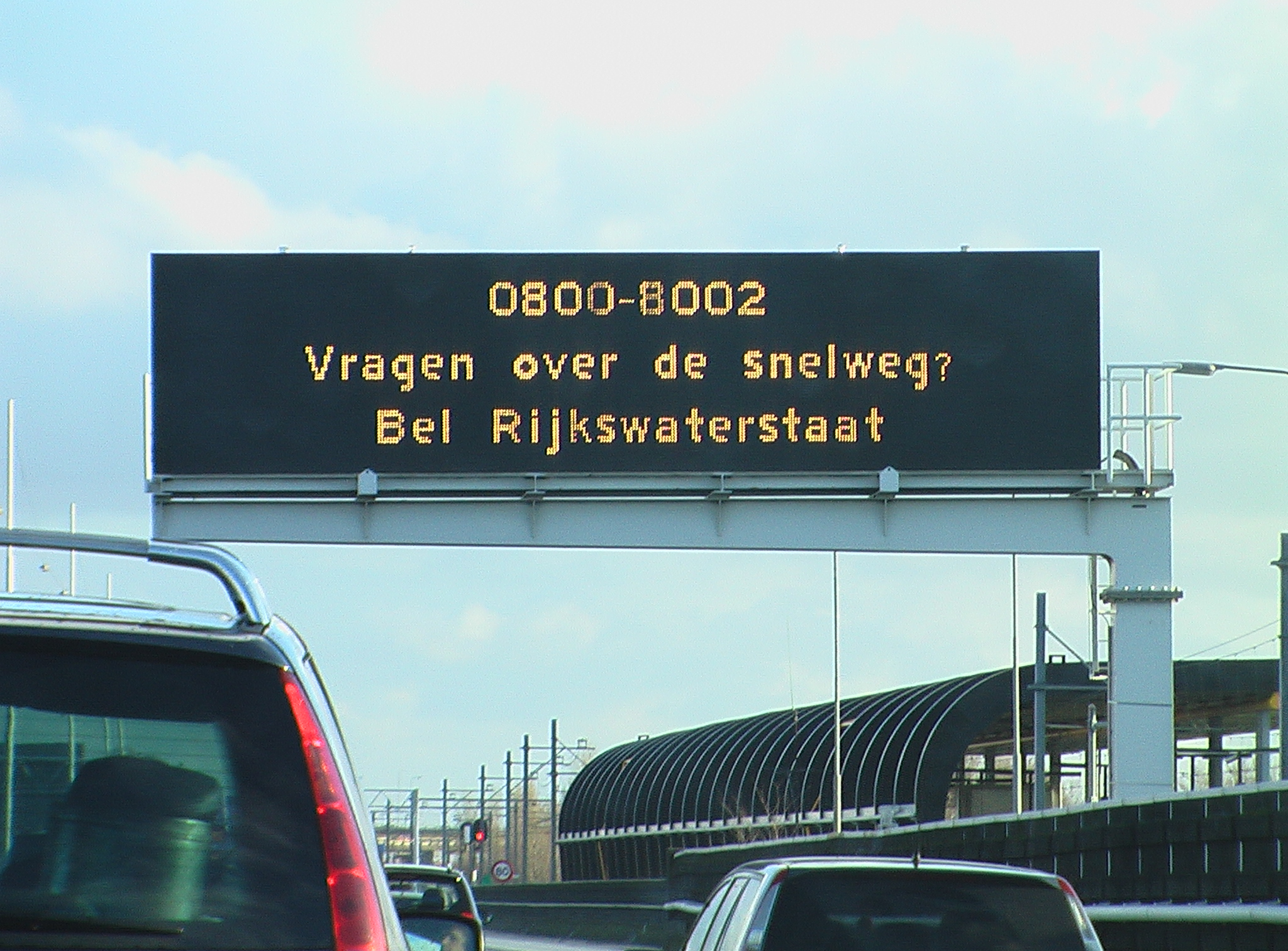
Matrixbord van Rijkswaterstaat

Landelijk is de technische en wetenschappelijke kennis en de uitvoering van alle ondersteunende bedrijfsvoering samengebracht. Dit proces is vanaf de eerste helft van de 20e eeuw begonnen met de vorming van specialistische diensten. Het Ondernemingsplan 2015 van Rijkswaterstaat heeft een impuls gegeven om rond de werkprocessen in verder vorm te geven ook van de operationele zaken.
Als eerste is er per 1 januari 2012 een nieuwe (operationele) dienst ontstaan: RWS Verkeers- en Watermanagement (RWS VWM), waarin de bediening en de drie netwerkcentra zijn ondergebracht.
- Verkeerscentrum Nederland (gevestigd te Utrecht) voor het gehele hoofdwegennet,
- ScheepvaartVerkeersCentrum (gevestigd te Rotterdam) voor het gehele hoofdvaarwegennet,
- Watermanagementcentrum Nederland (gevestigd te Lelystad) voor het gehele hoofdwatersysteem.

De verdere concentratie van kennis kwam in april 2013 tot stand, toen de volgende nieuwe onderdelen voor landelijke taken van Rijkswaterstaat werden opgericht:
- RWS Water, Verkeer en Leefomgeving, RWS WVL (gevestigd te Rijswijk en Lelystad)
- RWS Centrale Informatievoorziening, RWS CIV (gevestigd te Delft)
- RWS Grote Projecten en Onderhoud, RWS GPO (gevestigd te Utrecht)
- RWS Programma's, Projecten en Onderhoud, RWS PPO (gevestigd te Utrecht)

Daarnaast zijn er nog voor landelijke taken:
- Corporate Dienst, RWS CD (gevestigd te Utrecht) voor de algemene ondersteuning op het gebied van personeel, organisatie administratie en facilitaire zaken, en

de programmaorganisatie:
- Ruimte voor de Rivier (gevestigd te Utrecht)
- NOVA (gevestigd te Utrecht) voor nieuwe ontwikkelingen

Ten slotte voor landelijke en ministerie overschrijdende taken:
- Rijksrederij (gevestigd te Rijswijk) zelfstandig opererende organisatie, bedient meerdere ministeries en valt onder Rijkswaterstaat. Opgericht in 2009.

## Geschiedenis

### Naam
De naam van de organisatie is in de loop van de tijd een aantal malen gewijzigd:

#### Waterstaat
De vaststelling van Christiaan Brunings' Plan tot beheeringhe van de Waterstaat in de Bataafse Republiek op 24 mei 1798 wordt beschouwd als de geboorte van Rijkswaterstaat. In eerste instantie opgericht voor het beheer en onderhoud van het Pannerdensch Kanaal.
In de beginperiode volgen reorganisaties elkaar snel op; het begrip Waterstaat blijft steeds in de naamgeving terugkomen. Het Bureau van de Waterstaat is vanaf 1798 de centrale organisatie. Het is een klein coördinerend departement dat zwaar leunt op de uitvoerende ingenieurs, die nog vaak samenwerken met militaire ingenieurs. Waterstaat was in de 18e eeuw als begrip gevestigd als de toestand (staat) van het water; dat wil zeggen het beschreef de situatie in een gebied met betrekking tot de aanwezigheid van dijken, afwateringseenheden, molens et cetera en vestingwerken. Vanaf 1807 is de hoogste leiding van de organisatie een inspecteur-generaal van de Waterstaat.

#### 16e Inspectie van de 'Service des Ponts et Chausées
Nadat keizer Napoleon het Koninkrijk Holland bij het Franse Keizerrijk had ingelijfd, werd de bestaande waterstaatsorganisatie (met uitzondering van Noord-Brabant) als 16e inspectie toegevoegd aan de Franse waterstaatsorganisatie.

#### Corps Ingenieurs van den Waterstaat en der Publieke Werken
Vanaf de oprichting van het Verenigd Koninkrijk der Nederlanden wordt in reorganisatiebesluiten steeds gesproken van het Corps Ingenieurs van den Waterstaat en der Publieke Werken. De organisatie werkt in die periode zowel voor de centrale overheid als voor de decentrale, provinciale overheden.

#### 's Rijks Waterstaat
De grondwetswijziging van 1848 en de daarop volgende Provinciewet van Thorbecke bood de provincies de gelegenheid eigen waterstaatsdiensten in te stellen. In de loop van twee decennia maakten uiteindelijk alle provincies daar gebruik van. Zo ontstonden er Provinciale Waterstaten en de centrale organisatie werd ter onderscheiding aangeduid als 's Rijks Waterstaat aanvankelijk niet aan elkaar geschreven. Pas vanaf ongeveer 1880 ontstond het gebruik om de naam als een woord te schrijven: Rijkswaterstaat.

### Organisatieontwikkeling
De veranderingen in de organisatie gedurende de laatste twee eeuwen is per dienst beschreven bij de pagina's per dienst, zoals die te bereiken zijn door de naam van een dienst (bijvoorbeeld bij het item Voormalige diensten) aan te klikken. Een totaaloverzicht van de organisatieontwikkeling van Rijkswaterstaat is te vinden op de lijst van hoofdingenieurs-directeuren van Rijkswaterstaat en wel op de volgende subpagina's daarvan:
- Organisatie tijdens de Bataafse republiek 1798-1806
- Organisatie tijdens Koninkrijk Holland
- 16e Inspectie van de Service des Ponts et Chausées de France (1811-1813)
- Organisatie in de overgangsperiode 1814-1816
- Organisatie van het Corps Ingenieurs van de Waterstaat en der Publieke Werken 1817-1848
- Organisatie van 's Rijks Waterstaat, c.q. Rijkswaterstaat 1848-1903
- Organisatie van Rijkswaterstaat 1903 -1930
- Organisatie van Rijkswaterstaat 1930-1949
- Organisatie van Rijkswaterstaat 1949-1971
- Organisatie van Rijkswaterstaat 1971-1989
- Organisatie van Rijkswaterstaat 1989-2006
- Organisatie van Rijkswaterstaat 2006-2012
- Organisatie van Rijkswaterstaat vanaf 2013

### Voormalige diensten

#### Regionale directies
- RWS Groningen, RWS Friesland, RWS Drenthe in 1994 gefuseerd tot RWS Noord-Nederland
- RWS Overijssel, RWS Gelderland in 1995 gefuseerd tot RWS Oost-Nederland
- Directie Flevoland (gevestigd te Lelystad), in 1995 overgegaan in de directie IJsselmeergebied.
- RWS IJsselmeergebied (gevestigd te Lelystad) en RWS Utrecht in 2013 gefuseerd tot RWS Midden-Nederland
- RWS Noord-Holland (gevestigd te Haarlem), waarvan de naam in 2013 is gewijzigd in RWS West-Nederland Noord
- RWS Zuid-Holland (gevestigd te Rotterdam), waarvan de naam in 2013 is gewijzigd in RWS West-Nederland Zuid
- RWS Zeeland (gevestigd te Middelburg) en RWS Noordzee (gevestigd te Rijswijk) in 2013 gefuseerd tot RWS Zee en Delta
- RWS Noord-Brabant (gevestigd te 's-Hertogenbosch) en RWS Limburg (gevestigd te Maastricht) in 2013 gefuseerd tot RWS Zuid-Nederland

#### Rivierendirecties
- Benedenrivieren in 1989 opgegaan in RWS Zuid-Holland
- Bovenrivieren in 1986 opgegaan in RWS Gelderland

#### Specialistische diensten
- Algemene Dienst

##### Voor dataverwerking
- Meetkundige Dienst (1931-1959 als afdeling binnen de Algemene Dienst en van 1959-2003 zelfstandig) via de Adviesdienst Geo-informatie en ICT (2003-2007) en de Data-ICT-Dienst (2007-2013) opgegaan in de dienst RWS Centrale Informatievoorziening (gevestigd te Delft)
- RWS Dienst Informatieverwerking (van 1971-1990, daarna geprivatiseerd)

##### Voor materialenkennis
- Rijkswegenbouwlaboratorium (1927-1981) via de Wegbouwkundige Dienst (1981-1985) opgegaan in de Dienst Weg- en Waterbouwkunde (1985 -2007) gevestigd te Delft
- Dienst Straatklinkercontrole (1948-1973) opgegaan in het Rijkswegenbouwlaboratorium

##### Voor water
- Rijksinstituut voor Zuivering van Afvalwater (1920-1985, tot 1947 onder andere ministeries), achtereenvolgens gevestigd in Den Haag, Voorburg en Lelystad
- Directie Waterhuishouding en Waterbeweging (1959-1985), gevestigd in Den Haag
- Dienst Binnenwateren/RIZA (1985-1991), gevestigd in Lelystad, als Rijksinstituut voor Integraal Zoetwaterbeheer en Afvalwaterbehandeling (1991-2007) opgegaan in de Waterdienst (gevestigd te Lelystad)
- Dienst Getijdewateren (1985-1993), (gevestigd te Den Haag), als Rijksinstituut voor Kust en Zee (1993-2007) opgegaan in de Waterdienst
- Waterdienst (2007-2013) gevestigd te Lelystad en samen met de Dienst Verkeer en Scheepvaart opgegaan in de dienst RWS Water, Verkeer en Leefomgeving.

##### Voor verkeerskunde
- Dienst Verkeerskunde (1971-1993) via de Adviesdienst Verkeer en Vervoer (1993-2007) en de RWS Dienst Verkeer en Scheepvaart (2007-2013) opgegaan in de dienst RWS Water, Verkeer en Leefomgeving

#### Bouwdiensten
- Dienst der Zuiderzeewerken (1919-1977), omgevormd tot een beheersdirectie Zuiderzeewerken (1977-1989) gefuseerd met de Rijksdienst voor de IJsselmeerpolders tot de (beheers)directie Flevoland (gevestigd te Lelystad)
- RWS Directie Bruggen (1936-1990), opgegaan in de Bouwdienst Rijkswaterstaat
- RWS Directie Wegen (1923-1981)
- RWS Directie Sluizen & Stuwen (1936-1990), opgegaan in de Bouwdienst Rijkswaterstaat
- Directie Landaanwinning (1955-1963)
- Dienst Speciale Werken (1951-1961)
- Deltadienst (1956-1986)
- Dienst Lauwerszeewerken (1963-1971)
- Bouwdienst Rijkswaterstaat (1990-2009). In 2005 naam gewijzigd in RWS Bouwdienst en in 2009 nogmaals in RWS Dienst Infrastructuur.

#### Projectdirecties
- RWS Maaswerken, gevestigd te Maastricht en Roermond (2003-2010)
- RWS HSL Zuid, gevestigd te Zoetermeer (2001-2009)

#### Managementondersteuning
- Inspectie van de Waterstaat (1817-1930)
- Directie van de Waterstaat (1930-1967)
- Hoofddirectie van de Waterstaat (1967-1997)
- Hoofdkantoor van de Waterstaat (1997-2004)
- Bestuur Rijkswaterstaat (vanaf 2004)

### Vermeende corruptie
In een uitzending van Zembla in februari 2020 bleek de top van Rijkswaterstaat betrokken bij afvaldumping. Het Amsterdamse bedrijf Bontrup deed een aanvraag om 100.000 ton granuliet te storten in een natuurplas bij Alphen aan den Rijn. Deskundigen beweerden dat het ging om afval, dat schadelijk is voor het milieu. Twee keer werd geen vergunning verleend vanwege de risico's voor het milieu. Waarna Bontrup oud-politicus Halbe Zijlstra inschakelde, dan topman bij bouwbedrijf VolkerWessels. Directeur-generaal Michèle Blom van Rijkswaterstaat afdeling Zuid-Nederland sommeerde om de aanvraag te honereren, en binnen 24 uur was de vergunning geregeld. Bontrup verhoogde vervolgens de stortingsaanvraag naar 500.000 ton.  In augustus 2020 startte gemeente West Maas en Waal een tweede rechtszaak.
Het besluit om granuliet als grond te bestempelen ligt bij het ministerie van IenW. Deze conclusie wordt ondersteund door de onafhankelijke onderzoekscommissie van Wim Kuijken.
De Raad voor de Journalistiek heeft geoordeeld dat Zembla bij die uitzending te weinig aandacht heeft besteed aan hoor en wederhoor. De conclusie van de raad is dan ook dat ‘Een en ander heeft geleid tot eenzijdige, onevenwichtige en tendentieuze berichtgeving. Zembla heeft daarmee journalistiek onzorgvuldig gehandeld. Dit brengt ook mee dat Zembla een passende rechtzetting had behoren te publiceren, waarin zij duidelijk had moeten maken dat de publicaties verwijtbaar onvolledig waren. Zembla heeft dit ten onrechte niet gedaan’.

## Bouwkunst
De ingenieurs van het Ministerie van Waterstaat en het departement Rijkswaterstaat hebben grote invloed gehad op de Nederlandse bouwkunst vanaf de negentiende eeuw. Langs de vele wegen, vaarwegen en spoorwegen waren allerlei gebouwen nodig als tolhuisjes, brugwachtershuisjes, stations, seinhuisjes en dienstwoningen. Het ministerie en het departement hadden eigen architecten in dienst om deze gebouwen te ontwerpen. Het gevolg was, dat veel gebouwen een standaardontwerp kregen. Deze bouwstijl staat bekend als Waterstaatstijl. Hoewel bij sommige ontwerpen wel degelijk aandacht is besteed aan de uitstraling (deze zijn vaak voorbeelden van neoclassicisme), vallen de meeste gebouwen toch op door hun soberheid. Er is dan ook lange tijd veel kritiek geweest op deze stijl, maar in de laatste decennia begint men toch de waarde van deze gebouwen in te zien als onderdeel van de architectuurgeschiedenis. Heel wat gebouwen zijn daarom inmiddels een gemeentelijk monument of rijksmonument geworden.
Opmerkelijk is, dat in de negentiende eeuw ook heel wat ontwerpen voor kerkgebouwen de tekentafels van de waterstaatsingenieurs zijn gepasseerd. In de negentiende eeuw bemoeide de overheid zich namelijk ook met de financiering en bouw van nieuwe kerken, als oplossing voor het conflict tussen hervormden en katholieken over het recht op de oude kerkgebouwen. Die waren tijdens de Reformatie, op een klein aantal uitzonderingen na, in handen van de hervormden gekomen en de katholieken eisten deze kerken nu terug in de gebieden waar zij een duidelijke meerderheid vormden. In het zuiden wisten de katholieken veel gebouwen terug te krijgen, tot groot ongenoegen van de hervormden. Door steun van de overheid bij de nieuwbouw van kerken, werd het probleem opgelost. Waar de hervormden een oude kerk moesten afstaan aan de katholieken werd met overheidssteun een nieuwe hervormde kerk gebouwd; andersom werden vele nieuwe katholieke kerken gebouwd op plaatsen waar oude kerken in hervormde handen bleven. Deze Waterstaatskerken kenmerken zich eveneens vaak door sobere en gestandaardiseerde ontwerpen, vaak voorzien van goedkoop uitgevoerde versierselen die het gebouw meer uitstraling moesten geven. In bijna alle gevallen zijn deze kerken in te delen onder het neoclassicisme of de neogotiek, conform de smaak van die tijd; een echte Waterstaatstijl bestond niet. Meestal werden deze kerken ontworpen door reguliere architecten, ingenieurs en aannemers en verzorgde Waterstaat alleen het toezicht en de goedkeuring van de plannen. Een aantal kerken werd echter ontworpen door ingenieurs van Waterstaat.

## Trivia
- Rijkswaterstaat is als centraal orgaan ingesteld ten tijde van de Bataafse Republiek (1798) om de regie op de versnipperde civieltechnische werken te verbeteren. De hiërarchische structuur leek veel op die van de militaire evenknie, de Genie. Binnen de dienst is het gebruik van uniformen altijd minder geweest dan in het leger, maar ook van de huidige medewerkers dragen nog ruim 1000 personen een donkerblauw Rijkswaterstaatuniform.
- In de Koude Oorlog waren vele sluiswachters etc. van Rijkswaterstaat automatisch onderofficier van de genie met oorlogstaak.
- De zoutdepots langs de snelwegen zijn eigendom van Rijkswaterstaat. Bij gladheid en sneeuwval worden automatisch particuliere bedrijven ingeschakeld die dit over de snelwegen verspreiden.
- Binnen de dienst en door andere betrokkenen wordt de naam van oudsher vergezeld door het lidwoord: de (Rijks)waterstaat. Ook hanteren de ambtenaren zelf een onderscheid als "ik werk bij Nat (de watersector) of Droog (de wegensector)".
- Sinds 10 oktober 2010 is Rijkswaterstaat niet meer voor heel Nederland verantwoordelijk voor de kustverdediging; de Caribische eilanden Bonaire, St. Eustatius en Saba (die in 2010 onderdeel werden van Nederland) zijn hier zelf verantwoordelijk voor.